# Troldebjerget
Troldebjerget var et dansk børneprogram i 10 dele, der blev sendt på DR1 som Fjernsyn for dig i 1996 og 1997.
Serien handlede om de to trolde, Mimse (Jannie Faurschou) og Mums (Ole Gorter Boisen), som boede i en hule i et bjerg.
En pige fra byen opdager troldene i bjerget, hun bliver venner med dem og ønsker også selv at blive en trold, da trolde har det meget sjovere end mennesker. Eller har de?

## Album
Serien bakkes op af et album: Troldebjerget.
Udgivet: 1996
Sangliste:
1. Troldebjerget
2. Godmorgen
3. Loppe-lusesang
4. Onkesang 1
5. Trolderegler
6. Min egen edderkop
7. Hej ravn
8. Når vi smeder
9. Bare jeg var en trold
10. Onkesang 2
11. Hemmelige venner
12. Mimse’s helsesang
13. Mums’ sang til sin hale
14. Kæle-kramme-nussesang
15. Er der noget i luften?
16. Onkesang 3
17. Godnat